# Ostendská společnost
Císařská ostendská společnost (Keizerlijke Oostendse Compagnie nebo Generale Keizerlijke Indische Compagnie) byla obchodní společnost, kterou v prosinci 1722 založil habsburský císař Karel VI. Společnost měla obchodovat s východní Indii a zakládat zámořské kolonie. Stalo se tak poté, co Karel udělil městu Ostende monopol na obchod s Afrikou a Dálným východem. Na vzniku společnosti se podílel také Evžen Savojský. Na nátlak Francie a Velké Británie po pěti letech, roku 1727, musel Karel VI. společnost zrušit, protože Anglie a Nizozemsko považovaly mezinárodní obchod za své výsadní právo.